# Serralada Bewani
Les muntanyes Bewani formen una serralada al nord-oest de Papua Nova Guinea. Juntament amb les muntanyes Torricelli i les muntanyes Príncep Alexander, formen la gran serralada costanera nord de Papua Nova Guinea. El punt més alt de les muntanyes es troba a 1.960 m.
A la regió es parlen les llengües bewani i diverses altres llengües papues.

## Geologia
S'ha proposat la hipòtesi que el conjunt de serralades Bewani-Torricelli-Príncep Alexander, ha estat format per un arc d'illes en l'Eocè superior - Oligocè inferior.

## Ecologia
Juntament amb les altres serralades de Papua Nova Guinea, les Muntanyes Bewani són la llar de moltes espècies rares de fauna i flora i llur biodiversitat és alta. L'ocell del paradís fastuós és una espècie amenaçada que es pot guaitar en algunes localitats de les muntanyes Bewani i Torricelli. Dendrolagus scottae, un marsupial arborícola hom pensa que és endèmic de la serralada Bewani. Dues espècies de granotes descrites el 2000/2001, Cophixalus bewaniensis i Choerophryne longirostris, només es coneixen fins ara a les muntanyes Bewani.